# Train Sim World 2020
Train Sim World 2020 ist eine von inzwischen mehreren Versionen der Eisenbahnsimulation Train Sim World.

## Gameplay
Das Gameplay wurde von Version zu Version weiter entwickelt, siehe Train Sim World.

## Veröffentlichungen (DLC's)

### Train Sim World: CSX Heavy Haul
Das Basisspiel beinhaltet die Sand Patch Grade, eine Bahnstrecke durch die Allegheny Mountains in den USA. Auf dieser Strecke kann der Spieler den schweren Güterverkehr mit den Diesellokomotiven EMD GP38-2, EMD SD40-2 und GE AC4400CW simulieren.
In einem am 29. November 2017 veröffentlichten Add-on kommt noch die EMD GP40-2 hinzu.
Die Installation dieses Basisspiels ist für die Nutzung der anderen Spiele obligatorisch.

### Train Sim World: Great Western Express
Train Sim World: Great Western Express (veröffentlicht am 14. September 2017) beinhaltet die Great Western Main Line in Großbritannien auf dem Abschnitt vom Bahnhof Paddington bis Reading. Der Personenverkehr wird mit der BR Class 43 (der weltweit schnellsten Diesellokomotive) und der BR Class 166; der Güterverkehr mit der BR Class 66 abgewickelt.

### Train Sim World: Rapid Transit
Train Sim World: Rapid Transit (veröffentlicht am 14. Dezember 2017) beinhaltet die Linie S2 der S-Bahn Mitteldeutschland zwischen Dessau Hauptbahnhof und Markkleeberg-Gaschwitz, die u. a. durch den City-Tunnel Leipzig führt. Fahrbar ist der Elektrotriebwagen Talent 2.
In einem am 11. April 2019 veröffentlichten Add-on kommt noch die DB BR 182 hinzu.

### Train Sim World: NEC New York
Train Sim World: NEC New York (veröffentlicht am 20. März 2018) beinhaltet den US-amerikanischen Northeast Corridor auf dem Streckenabschnitt vom Flughafen Newark nach New Rochelle, der durch den Großraum New York City führt. Fahrbar sind die Amtrak ACS-64-Elektrolokomotive mit passenden Personenwagen sowie erneut die EMD GP38-2 für den Güterverkehr.
In einem am 20. Juni 2019 veröffentlichten Add-on kommt noch die EMD SW 1000R in Amtrak-Lackierung hinzu.

### Train Sim World: West Somerset Railway
Train Sim World: West Somerset Railway (veröffentlicht am 24. Mai 2018) beinhaltet die historische Strecke West Somerset Railway in Großbritannien auf dem Abschnitt von Bishops Lydeard nach Minehead. Der Personenverkehr wird mit der BR Class 47 (eine historische Diesellokomotive aus den 1960er Jahren); der Güterverkehr mit der BR Class 09 abgewickelt.
In einem am 27. November 2018 veröffentlichten Add-on kommt noch die BR Class 33 hinzu.
In einem am 2. Mai 2019 veröffentlichten Add-on kommt noch die BR Class 52 hinzu.

### Train Sim World: Ruhr-Sieg Nord: Hagen – Finnentrop
Train Sim World: Ruhr-Sieg Nord: Hagen – Finnentrop (veröffentlicht am 16. August 2018) beinhaltet eine der ersten Bahnstrecken Deutschlands auf dem Abschnitt von Hagen nach Finnentrop. Der Personenverkehr wird mit der DB BR 143, der Güterverkehr mit einer DB BR 185.2 abgewickelt.
In einem am 25. April 2019 veröffentlichten Add-on kommt noch die DB BR 155 hinzu.

### Train Sim World: Long Island Rail Road: New York – Hicksville
Train Sim World: Long Island Rail Road: New York – Hicksville (veröffentlicht am 20. November 2018) beinhaltet Amerikas meistbenutzte Pendler-Eisenbahn, die Long Island Rail Road auf dem Abschnitt von New York Penn Station nach Hicksville. Fahrbar ist der LIRR M7 Electric-Multiple-Unit (EMU).
In einem am 14. Mai 2020 veröffentlichten Add-on kommt noch die LIRR M3 Electric-Multiple-Unit (EMU) hinzu.

### Train Sim World: Northern Trans-Pennine: Manchester – Leeds
Train Sim World: Northern Trans-Pennine: Manchester – Leeds (veröffentlicht am 13. Dezember 2018) beinhaltet die Northern Trans-Pennine in Großbritannien auf dem Abschnitt von Manchester bis Leeds. Der Personenverkehr wird mit der BR Class 45/1, der BR Class 47/1 und der BR Class 101 abgewickelt.
In einem am 6. Juni 2019 veröffentlichten Add-on kommt noch die BR Class 40 für den Güterverkehr, sowie die BR Class 09 für Rangieraufgaben hinzu.

### Train Sim World: Main Spessart Bahn: Aschaffenburg – Gemünden
Train Sim World: Main Spessart Bahn: Aschaffenburg – Gemünden (veröffentlicht am 21. Februar 2019) beinhaltet die Main-Spessart-Bahn über die alte Spessartrampe von Aschaffenburg nach Gemünden. Der Personenverkehr wird mit der DB BR 143 und der DB BR 146.2 abgewickelt, sowie erneut mit einer DB BR 185.2 für den Güterverkehr.
In einem am 20. April 2020 veröffentlichten Add-on kommt noch die DB BR 204 hinzu.

### Train Sim World: Tees Valley Line: Darlington – Saltburn-by-the-Sea
Train Sim World: Tees Valley Line: Darlington – Saltburn-by-the-Sea (veröffentlicht am 23. Mai 2019) beinhaltet die Tees Valley Line in Großbritannien auf dem Abschnitt von Darlington bis Saltburn-by-the-Sea. Der Personenverkehr wird mit dem Dieseltriebwagen BR Class 101, der Güterverkehr mit der BR Class 37/5, sowie mit der Dieselrangierlokomotive BR Class 08 abgewickelt.
In einem am 14. November 2019 veröffentlichten Add-on kommt noch die BR Class 31 hinzu.
In einem am 18. Juni 2020 veröffentlichten Add-on kommt noch die BR Class 20 hinzu.

### Train Sim World: Peninsula Corridor: San Francisco – San Jose
Train Sim World: Peninsula Corridor: San Francisco – San Jose (veröffentlicht am 15. August 2019) beinhaltet den Peninsula Corridor in Kalifornien auf dem Abschnitt von San Francisco bis San José. Fahrbar sind die EMD F40PH-Diesellokomotive in Caltrain-Lackierung mit Galerie-Wägen und Steuerwagen, sowie die EMD GP38-2 in Union Pacific-Lackierung für den Güterverkehr.
In einem am 13. Februar 2020 veröffentlichten Add-on kommt noch die MP36PH-3C ‘Baby Bullet’ von Caltrain hinzu.
In einem am 19. März 2020 veröffentlichten Add-on kommt noch die EMD MP15DC von Caltrain hinzu.

### Train Sim World: Rhein-Ruhr Osten: Wuppertal – Hagen
Train Sim World: Rhein-Ruhr Osten: Wuppertal – Hagen (veröffentlicht am 10. Oktober 2019) beinhaltet die Rhein-Ruhr-Linie in Deutschland auf dem Abschnitt von Wuppertal bis Hagen, inkl. einer abzweigenden Linie S8 der S-Bahn Rhein-Ruhr zwischen Schwelm und Wehringhausen. Fahrbar sind der Elektrotriebwagen DB BR 422 sowie die DB BR 185.5 in der schwarzen MRCE-Dispolok-Lackierung für den Güterverkehr.

### Train Sim World: East Coastway: Brighton – Eastbourne & Seaford
Train Sim World: East Coastway: Brighton – Eastbourne & Seaford (veröffentlicht am 12. Dezember 2019) beinhaltet die East Coastway Line in Großbritannien auf dem Abschnitt von Brighton bis Eastbourne, inkl. der Zweiglinie von Lewes nach Seaford. Der Personenverkehr wird mit dem Elektrotriebwagen BR Class 377/4, der Güterverkehr mit der BR Class 66 mit EWS-Anstrich abgewickelt.

### Train Sim World: Canadian National Oakville Subdivision: Hamilton – Oakville
Train Sim World: Canadian National Oakville Subdivision: Hamilton – Oakville (veröffentlicht am 20. Februar 2020) beinhaltet die Route in Kanada auf dem Abschnitt von Hamilton bis Oakville. Der Güterverkehr wird mit der EMD GP9, sowie der EMD GP38-2 in Canadian National-Lackierung abgewickelt.

### Train Sim World: Hauptstrecke Rhein-Ruhr: Duisburg – Bochum
Train Sim World: Hauptstrecke Rhein-Ruhr: Duisburg – Bochum (veröffentlicht am 24. März 2020)  beinhaltet die Regionalbahn und auch die S1 der S-Bahn Rhein-Ruhr in Deutschland auf dem Abschnitt der Strecke Dortmund–Duisburg von Duisburg bis Bochum. Fahrbar sind der Elektrotriebwagen DB BR 425, sowie die DB BR 422.